# Nadbałtyckie Centrum Kultury

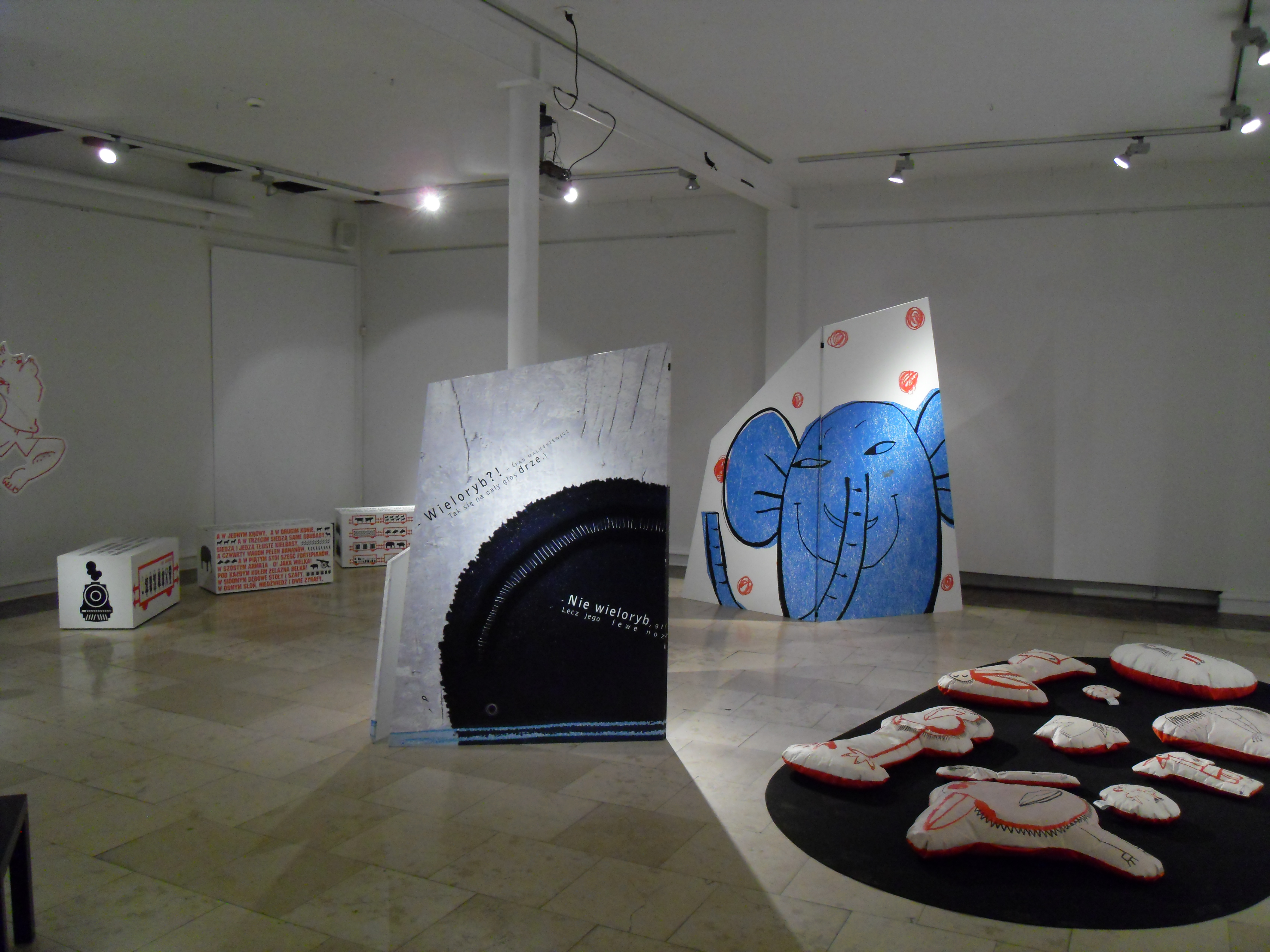
Wystawa w galerii Nadbałtyckiego Centrum Kultury, w Ratuszu Starego Miasta

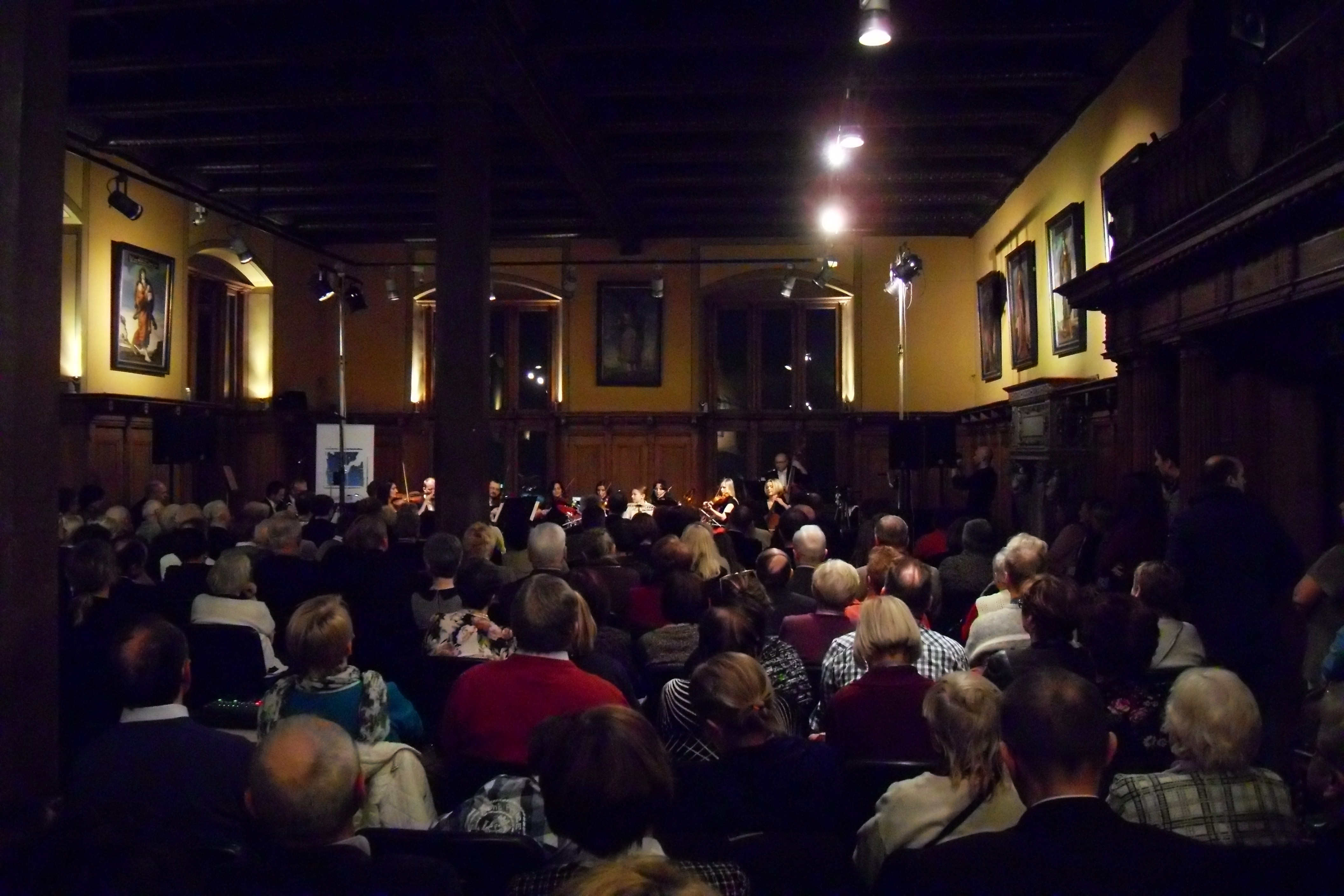
Koncert w Wielkiej Sali Ratusza Staromiejskiego

Nadbałtyckie Centrum Kultury (NCK) – samorządowa instytucja kultury założona w Gdańsku, której celem jest promowanie kultury Pomorza w kraju i za granicą oraz prezentowanie zagranicznego dorobku kulturalnego, zwłaszcza krajów bałtyckich.
Organizowane i współorganizowane są koncerty, wystawy, festiwale muzyczne i filmowe, promocje książek, spotkania z ludźmi kultury i nauki, widowiska multimedialne i projekty interdyscyplinarne skierowane do dorosłych i dzieci.
NCK prowadzi również działalność wydawniczą (książki zawierające materiały z sesji, katalogi wystaw, foldery i inne druki).
NCK realizuje przedsięwzięcia o zasięgu regionalnym, ogólnopolskim i międzynarodowym. Współpracuje z Samorządem Województwa Pomorskiego, Ministerstwem Kultury, konferencją ministerstw kultury krajów nadbałtyckich Ars Baltica, Związkiem Miast Bałtyckich oraz placówkami kulturalnymi i środowiskami twórczymi w Polsce i na świecie.
NCK powstało 5 października 1992 w przekształcenia Wojewódzkiego Ośrodka Kultury, który był kontynuacją działającego od 1954 Wojewódzkiego Domu Twórczości Ludowej.
Za wieloletnią zespołową działalność i różnorodność cennych inicjatyw w dziedzinie kultury NCK w 2010 otrzymało Medal św. Wojciecha.

## Niektóre imprezy organizowane przez NCK
- „Festiwal Kultur Świata „Okno na Świat”” (od 2006)[11]
- „Festiwal Metropolia Jest Okey” (od 2007)[12]
- Festiwal „Dźwięki Północy”
- Festiwal Filmów Jednominutowych
- Bałtyckie Spotkania Ilustratorów
- Konkurs Fotografii Prasowej im. Zbigniewa i Macieja Kosycarzy „Gdańsk Press Photo”

Siedziba NCK znajduje się w zabytkowym Ratuszu Staromiejskim przy ul. Korzennej 33/35 w Gdańsku. W odbudowywanym zabytkowym kościele św. Jana działalność prowadzi Centrum św. Jana, gdzie organizowane są koncerty, wystawy i spektakle teatralne. 

## Dyrektorzy
- Tomasz Bedyński (1992–1993)
- Maciej Nowak (1993–2001)
- Adam Hlebowicz (2001–2003)
- Arkadiusz Rybicki (2003–2004)
- Larry Ugwu (2004–2024)[13]
- Marta Szadowiak (2024-)[14]

## Rada Programowa[15]
- prof. dr hab. Cezary Obracht-Prondzyński – Przewodniczący Rady Programowej NCK; socjolog i antropolog, kierownik Zakładu Antropologii Społecznej Instytutu Socjologii na Wydziale Nauk Społecznych Uniwersytetu Gdańskiego
- Krystyna Wróblewska – Wiceprzewodnicząca Rady Programowej NCK; ekspertka ds. międzynarodowych
- Sulisława Borowska – członkini zarządu Fundacji Kaszubskiego Uniwersytetu Ludowego
- Monika Jastrzębska-Opitz – dyrektorka Żuławskiego Ośrodka Kultury
- Beata Jaworowska – zastępczyni dyrektora Departamentu Kultury Urzędu Marszałkowskiego Województwa Pomorskiego
- Ks. Krzysztof Niedałtowski – duszpasterz środowisk twórczych, rektor kościoła św. Jana w Centrum św. Jana
- Paweł Orłowski – wiceprezes zarządu Międzynarodowych Targów Gdańskich S.A., przewodniczący Rady Gdańskiego Uniwersytetu Medycznego
- dr hab. Krzysztof Polkowski – rektor Akademii Sztuk Pięknych w Gdańsku
- Magdalena Pramfelt – skandynawistka, konsul honorowa Królestwa Szwecji
- prof. dr hab. Piotr Stepnowski – rektor Uniwersytetu Gdańskiego